# هلن دوال
هلن دوال (هلندی: Helen Duval؛ زاده ۱۹ سپتامبر ۱۹۶۵) یک بازیگر پورنوگرافی اهل هلند است.